# Stenopogon colimae
Stenopogon colimae är en tvåvingeart som beskrevs av Martin 1968. Stenopogon colimae ingår i släktet Stenopogon och familjen rovflugor. Inga underarter finns listade i Catalogue of Life.